# Maximum Darkness
Maximum Darkness è un album live dei Man, pubblicato dalla United Artists Records nel settembre 1975. Il disco fu registrato dal vivo il 26 maggio 1975 al The Roundhouse, Chalk Farm di Londra, Inghilterra.

## Tracce
Lato A
1. 7171-551 – 11:05 (Deke Leonard)
2. Codine – 7:40 (Buffy St. Marie)
3. Babe I'm Gonna' Leave You – 6:30 (Darling, Bennett, Bredon)

Lato B
1. Many Are Called, but Few Get Up – 13:40 (Ace, John, Jones, Leonard, Williams)
2. Bananas – 11:20 (Jones, Ryan, Williams, John)

Edizione CD del 2008, pubblicato dalla Esoteric Recordings Records ECLEC 2061
1. 7171 551 – 11:20 (Deke Leonard)
2. Codine – 7:45 (Buffy St. Marie)
3. Babe, I'm Gonna Leave You – 6:23 (Darling, Bennett, Bredon)
4. Many Are Called, but Few Get Up – 13:51 (Ace, John, Jones, Leonard, Williams)
5. Bananas – 11:24 (Jones, Ryan, Williams, John)
6. C'mon – 23:56 (Jones, Ryan, Williams, John) – Bonus Track
7. Romain – 5:00 (Ace, Jones, Leonard) – Bonus Track

- Brani 6 e 7 registrati dal vivo nell'aprile 1975 al The Keystone di Berkeley in California

## Musicisti
- Micky Jones - chitarra, voce
- Deke Leonard - chitarra, pianoforte, voce
- Martin Ace - basso, voce
- Terry Williams - batteria, voce

Ospite
- John Cipollina - chitarra